# Politique au Costa Rica
Le Costa Rica est une république multipartie à régime présidentiel, où le président est à la fois chef d'État et chef du gouvernement.

## Pouvoirs exécutif et législatif
Le pouvoir exécutif est exercé par le gouvernement tandis que l’Assemblée législative détient le pouvoir législatif.
Les agences étatiques autonomes jouissent d’une large indépendance opérationnelle, dont le monopole sur les télécommunications et l’électricité, les banques commerciales nationalisées, le monopole des assurances d’État et l’agence chargée de la sécurité sociale.
Les postes de gouverneurs des provinces ont été abolis en 1998. Les provinces ne disposent pas d’un pouvoir législatif.

### Galerie présidentielle récente

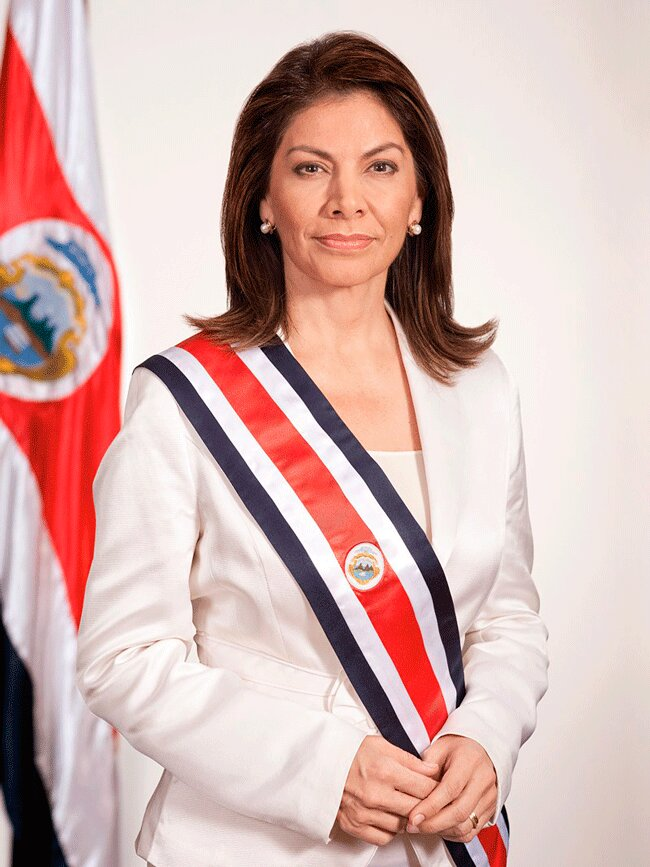
Laura Chinchilla 2010-2014
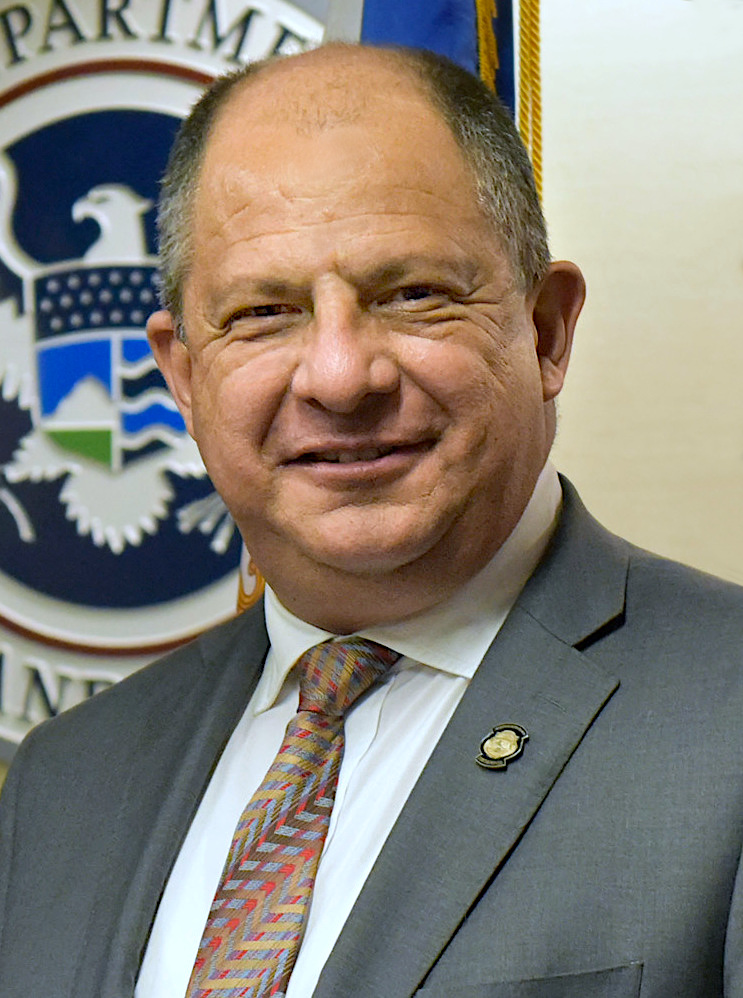
Luis Guillermo Solís 2014-2018
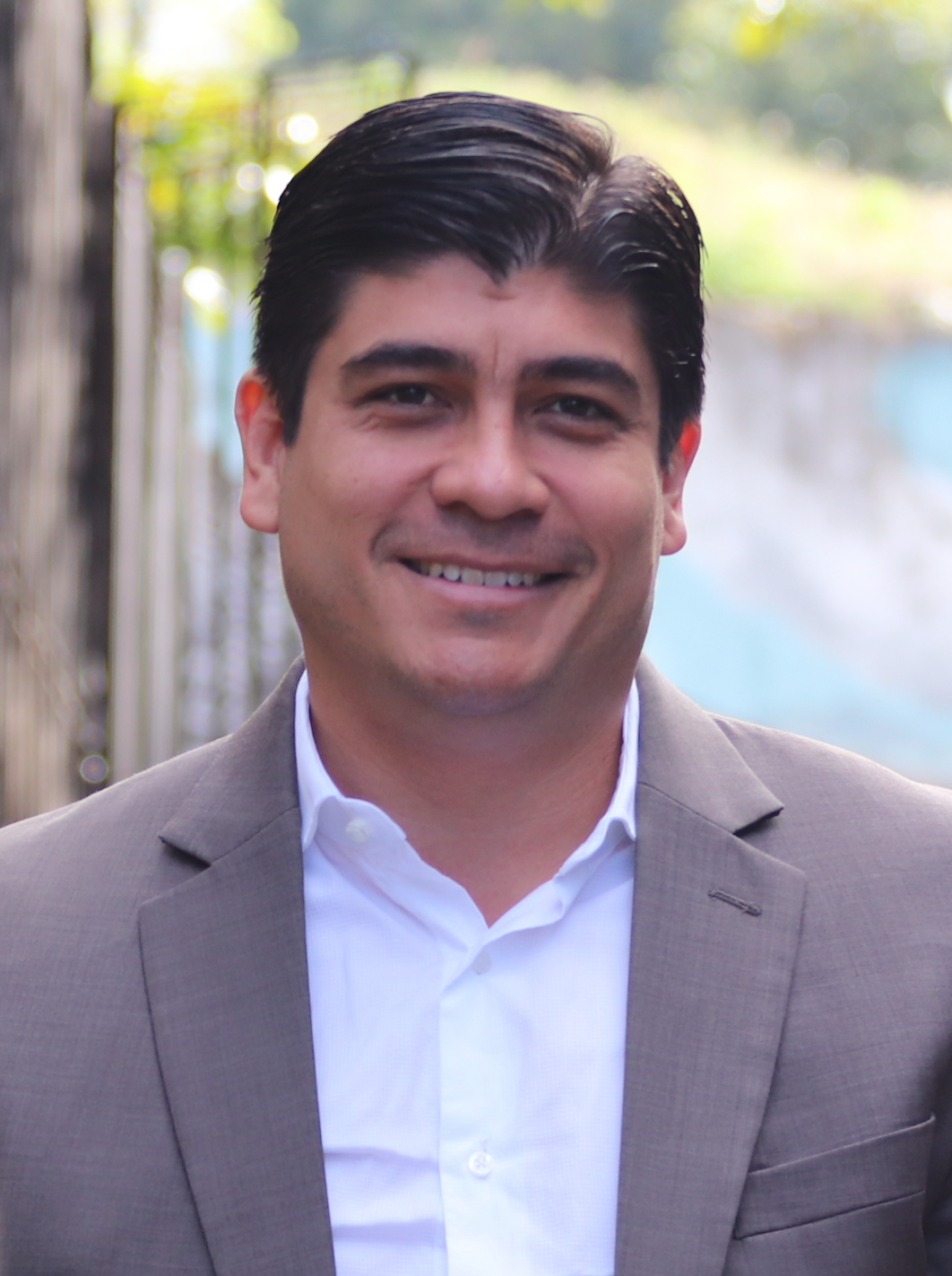
Carlos Alvarado 2018-2022
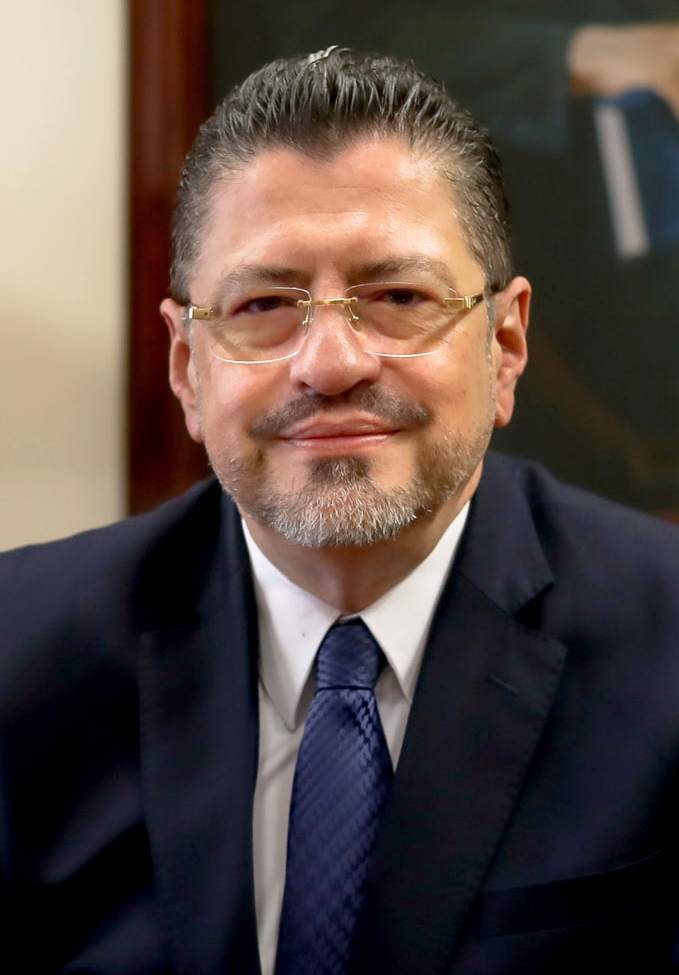
Rodrigo Chaves Robles 2022-

## Pouvoir judiciaire
Le pouvoir judiciaire est indépendant de l’exécutif et du législatif.
Le système judiciaire est inspiré du modèle espagnol.
La Cour suprême de justice est la plus haute instance judiciaire du pays. Elle est composée de 22 magistrats élus par l’Assemblée législative pour huit ans renouvelables. La Chambre constitutionnelle, mise sur pied en 1989, contrôle la conformité des lois et décrets exécutifs avec la Constitution.

## Armée
En 1948 le Costa Rica sous la présidence de Don Pepe décrète la fin de son armée et la nationalisation des banques. La caserne de Bellavista est transformée en université du Costa Rica. Cette décision avait pour premier objectif d'éviter les putschs d'une armée divisée et en contrepartie de financer l'éducation et la santé. Aujourd’hui le pays a un taux d'alphabétisation de 96 %. Le pays se situe au 48e rang mondial en termes d'indice de développement, alors que son voisin, le Nicaragua est au 110e et le Guatemala au 118e.